# 广州市工人体育场
广州市工人体育场，又称广州市芳村工人文化宫、广州市职工体育活动中心，位于广州市荔湾区环市西路7号，占地面积约39882平方米，建筑面积约18336平方米，可同时容纳1000多人活动，是广州市总工会属下的综合性运动场地，也是广州市区重要的综合性体育场馆之一。

## 历史
广州市工人体育场1955年由广州市总工会筹建，1956年初步建成，是广州市最早一批建立的综合性大型体育场馆。
该场馆是全市职工运动会以及各行业职工体育比赛的主要举办地，曾作为2010年广州亚运会足球比赛项目的训练场地。作为广州工人足球队的发源地，该体育场走出过容志行、吴群立等多名足球名将。2019年，广州足球七十年系列活动在此举行。

## 翻修
2019年3月，足球场进行大幅修整升级，由原有的1个11人制球场、1个7人制球场和8条100米直跑道，改为配有6条400米环形跑道的105米×68米标准11人制天然草场地，并附设4个5人制人造草小型足球场，翻新后的体育场于2019年9月19日正式启用。2024年，完成看台和雨棚改造，新增可容纳1000多人的钢结构看台及遮阳棚。

## 设施
- 足球场（田径场）：包括1个标准11人制天然草足球场（内含6条400米标准塑胶田径跑道）、4个5人制人造草小型足球场。
- 多功能综合体育馆
- 羽毛球馆
- 乒乓球馆
- 游泳馆
- 地掷球场
- 室外篮球场